# ATP Challenger Orbetello
Das ATP Challenger Orbetello (offizieller Name: Trofeo Stefano Bellaveglia) war ein von 2009 bis 2013 jährlich stattfindendes Tennisturnier in Orbetello. Es war Teil der ATP Challenger Tour und wurde im Freien auf Sandplatz ausgetragen. Mit Alessio di Mauro erreichte ein Lokalmatador als einziger Spieler dreimal das Doppelfinale, er gewann jedoch nur eines davon im Jahr 2010 an der Seite von Alessandro Motti. Filippo Volandri hingegen konnte bei seinen zwei Finalteilnahmen beide gewinnen. Er siegte in der Einzelkonkurrenz in den Jahren 2011 und 2013 und ist somit der erfolgreichste Spieler des Turniers.

## Liste der Sieger

### Einzel
| Jahr | Sieger                | Finalgegner            | Ergebnis      |
| ---- | --------------------- | ---------------------- | ------------- |
| 2013 | Filippo Volandri (2)  | Pere Riba              | 6:4, 7:67     |
| 2012 | Roberto Bautista Agut | Dušan Lajović          | 6:3, 6:1      |
| 2011 | Filippo Volandri (1)  | Matteo Viola           | 4:6, 6:3, 6:2 |
| 2010 | Pablo Andújar         | Édouard Roger-Vasselin | 6:4, 6:3      |
| 2009 | Oleksandr Dolhopolow  | Pablo Andújar          | 6:4, 6:2      |

### Doppel
| Jah  | Sieger                              | Finalgegner                      | Ergebnis           |
| ---- | ----------------------------------- | -------------------------------- | ------------------ |
| 2013 | Marco Crugnola Simone Vagnozzi      | Guillermo Durán Renzo Olivo      | 7:63, 6:75, [10:6] |
| 2012 | Stefano Ianni Dane Propoggia        | Alessio di Mauro Simone Vagnozzi | 6:3, 6:2           |
| 2011 | Julian Knowle Igor Zelenay          | Romain Jouan Benoît Paire        | 6:1, 7:62          |
| 2010 | Alessio di Mauro Alessandro Motti   | Nikola Mektić Ivan Zovko         | 6:2, 3:6, [10:3]   |
| 2009 | Paolo Lorenzi Giancarlo Petrazzuolo | Alessio di Mauro Manuel Jorquera | 7:65, 3:6, [10:6]  |